# Den nye Gulliver
Den nye Gulliver (russisk: Новый Гулливер) er en sovjetisk spillefilm fra 1935 produceret af Mosfilm og instrueret af Aleksandr Ptusjko. Filmen er en kombination af realfilm og animeret stop motion. Filmen var en af de allerførste animationsfilm i spillefilmslængde og modtog positiv kritik. Rollen som Gulliver blev spillet af Vladimir Konstantinov, der var født i 1920 og døde i 1944 nær Tallinn under 2. verdenskrig. Det var hans eneste filmrolle.
Filmen havde dansk premiere i 1936.

## Handling
Filmen er en kommunistisk gendigtning af Jonathan Swifts roman Gullivers rejser fra 1726. En ung dreng, pioneren Petja, drømmer om at være Gulliver, der kommer til Lilliput, der lider under kapitalismens ulighed og udnyttelse.
Patja bliver modtaget af kongen, der vil anvende Patja militært. Patja modsætter sig dog dette og synger en pionersang, som høres af de undertrykte arbejdere i Lilleput. De har i hemmelighed set i Patjas bog, at han støtter arbejdere i alle lande.
Politichefen vil dræbe Patja, men de undertrykte arbejdere bevæbner sig, og der udbryder revolution. Da Patja udråber den nye befriede republik, vågner han af sin drøm.

## Modtagelse
Aleksandr Ptusjko modtog en specialpris på den internationale filmfestival i Milano og en andenplads ved den 2. filmfestival i Venedig.
Den britiske forfatter Graham Greene anmeldte i 1936 filmen positivt og fremhævede den tekniske udførelse af filmens dukker og bevægelser.